# Quintus Servilius Caepio (Konsul 106 v. Chr.)
Quintus Servilius Caepio war ein Politiker der späten römischen Republik.
Der Sohn des gleichnamigen Konsuls von 140 v. Chr. war von 129 bis 126 v. Chr. Legat in Asia und 109 Prätor in der Provinz Hispania ulterior, wo er gegen die Lusitaner kämpfte. Nach seiner Rückkehr 107 v. Chr. konnte er einen Triumph feiern. 106 v. Chr. war er Konsul und machte die Regelung des Gaius Sempronius Gracchus rückgängig, der den Rittern anstelle der Senatoren das Recht gegeben hatte, als Geschworene zu Gericht zu sitzen.
105 v. Chr. ging Caepio als Prokonsul nach Gallien, um gemeinsam mit dem Konsul des Jahres, Gnaeus Mallius Maximus, gegen die Kimbern zu kämpfen. Weil er diesen jedoch als homo novus gering schätzte, verursachte er die schwere römische Niederlage in der Schlacht bei Arausio (Orange). Caepio verlor sein Imperium und seinen Rang als Senator. 104 v. Chr. wurde er zudem wegen der Unterschlagung eines Schatzes, den er bei den Volcae in Tolosa geraubt hatte (aurum Tolosanum), angeklagt, im folgenden Jahr wegen Hochverrats. Vor einer Verurteilung floh er in die Verbannung nach Smyrna und starb dort.
Sein gleichnamiger Sohn fiel während eines prokonsularischen Kommandos 90 v. Chr.